# Édouard Duplan
Édouard Duplan, född 13 maj 1983 i Athis-Mons, Essonne, är en fransk före detta fotbollsspelare.

## Karriär
Inför säsongen 2015/2016 värvades Duplan av ADO Den Haag från FC Utrecht. I juli 2018 återvände Duplan till Sparta Rotterdam, där han skrev på ett ettårskontrakt.
I juli 2019 gick Duplan till RKVV Westlandia. Han spelade 17 matcher och gjorde tre mål för klubben i nederländska fjärdedivisionen under säsongen 2019/2020. Duplan lämnade klubben efter en säsong och avslutade sedan sin fotbollskarriär.